# J. R. Ackerley
Joseph Randolph Ackerley (Londres, 4 de noviembre de 1896 - Londres. 4 de junio de 1967) fue un escritor inglés, editor de la revista semanal de arte de la BBC The Listener entre 1935-1959. Fue abiertamente gay en una época en que expresarlo ante la sociedad era poco común.
Participó en la Primera Guerra Mundial, en la que cayó prisionero y que le dejó marcado de por vida a causa de la muerte de su hermano Peter. Escritor de fama, viajero infatigable y cronista prolífico, transcurrió gran parte de su vida en Londres. Fue amigo de E. M. Forster, Wystan H. Auden, Christopher Isherwood, Virginia Woolf y Leonard Woolf. Escribió textos teatrales, una novela y cuatro memorias.
En la revista The Listener J. R. Ackerley publicó obras de Virginia Woolf, E. M. Forster, Herbert Read, Clive Bell y descubrió a jóvenes escritores tales como Wystan H. Auden, Christopher Isherwood, Stephen Spender y Philip Larkin.

## Obras
- 1923 – Poems by Four Authors, Bowes & Bowes.
- 1925 – The Prisoners of War: A Play, Chatto & Windus.
- 1932 – Hindoo Holiday: An Indian Journal, Chatto & Windus; revised edition 1952.
- 1932 – Escapers All[ed.], The Bodley Head.
- 1956 – My Dog Tulip: Life with an Alsatian, Secker & Warburg.
- 1960 – We Think the World of You, The Bodley Head.
- 1968 – My Father and Myself, The Bodley Head.
- 1970 – E.M. Forster: A Portrait, Ian McKelvie.
- 1972 – Micheldever & Other Poems, Ian McKelvie.
- 1975 – The Letters of J.R. Ackerley, ed. Neville Braybrooke, Duckworth.
- 1983 – My Sister and Myself: The Diaries of J.R. Ackerley, ed. Francis King, Hutchinson.

## Obras en español
- 1989 – Vales tu peso en oro (We Think the World of You,1960), traducción de Sergio Pitol. Anagrama. ISBN 978-84-339-3169-6
- 1991 – Mi padre y yo (My father and Myself, 1968), traducción de Rafael Ruiz de la Cuesta. Anagrama. ISBN 978-84-339-1149-0

- 2002 – Vacación hindú (Hindoo Holiday, 1932), traducción de César Aira. Pre-Textos. ISBN 84-8191-459-2
- 2010 – Mi perra Tulip (My Dog Tulip, 1956), traducción de Adriana Astutti. Anagrama.  ISBN 978-84-339-7551-5
- 2013 – Mi hermana y yo (My Sister and Myself, 1982), traducción de Andrés Barba. Sexto Piso. ISBN 9788415601197